# HMS St George (1785)
HMS St George (Корабль Его Величества «Сент Джордж») — 98-пушечный линейный корабль
второго ранга. Пятый корабль Королевского флота, названный HMS St George, в честь Святого Георгия, покровителя Англии. Третий линейный корабль типа Duke. Заложен в августе 1774 года. Спущен на воду 14 октября 1785 года на королевской верфи в Портсмуте. Принял участие во многих морских сражениях периода Французских революционных и Наполеоновских войн, в том числе в Битве у Йерских островов и Сражении при Копенгагене.

## Служба
В начале апреля 1793 года St George (контр-адмирал Джон Гелл, капитан Томас Фоли) отплыл из Спитхеда с эскадрой из четырёх линейных кораблей (один 98-пушечный и три 74-пушечных) и фрегата, для формирования первого дивизиона флота для действий в Средиземном море. 14 апреля эскадра Гелла обнаружила два неизвестных судна и устремилась в погоню. В результате преследования был захвачен французский капер General Dumourier, вооружённый двадцатью двумя 6-фунтовыми пушками, и его приз — большой испанский галеон San-Iago, с грузом сокровищ из Лимы. Эти корабли считаются одним из самых ценных призов, когда-либо доставленных в Англию. Право собственности на San-Iago стало предметом некоторых споров, которые продолжались до 4 февраля 1795 года, когда галеон был признан законным призом, а его груз оценён в £ 935 000. Эта сумма, хоть и была разделена между всеми матросами, капитанами, офицерами и адмиралами Средиземноморского флота, оказалась значительной — так, доля адмирала Худа составила £ 50,000.
В августе-сентябре 1793 года St George был частью средиземноморского флота, который в 1793 году находился в Тулоне по приглашению роялистов, но был вынужден покинуть город после нападения революционных войск под предводительством капитана Наполеона Бонапарта, который здесь положил начало своей блестящей карьеры. 19-23 сентября 1793 года St George было поручено уничтожить новую береговую батарею, возводимую республиканцами. Однако хотя батарея и была частично разрушена огнём британских судов, её быстро восстановили, и она вновь открыла огонь.
24 сентября Джону Геллу с небольшой эскадрой (St George, 74-пушечные Bedford, Captain и французский Scipion) было поручено отправиться в Геную и захватить находящийся там французский 36-пушечный фрегат Modeste, который нарушил нейтралитет Генуи атаковав британский фрегат Aigle. Эскадра прибыла туда 17 октября и после короткой стычки Modeste был захвачен экипажем Bedford. Позднее он был принят в состав Королевского флота под прежним названием и оставался на службе в течение 20 лет.
В начале августа 1794 года St George (контр-адмирал сэр Хайд Паркер, капитан Томас Фоли) отправился в Бастию вместе с лордом Худом на Victory в погоне за французской эскадрой, которая стремилась попасть в залив Гуржан. Из-за штормовой погоды британцы вынуждены были вернуться обратно и французская эскадра получила возможность вернуться в Тулон.
9 марта 1795 года St George вместе с средиземноморским флотом отплыл из Ливорно, встретив французский флот на следующий день. На рассвете 13 марта адмирал Уильям Хотэм поднял сигнал общей погони, которая завершилась на следующий день захватом 80-пушечного Ca-Ira и 74-пушечного Censeur и два флота разошлись в противоположных направлениях. В этом сражении St George потерял 4 человека убитыми и 13 ранеными.
8 июля 1795 года флот стал на якоре в заливе Сан-Фьоренцо. Когда были получены сведения, что французский флот находится 
неподалёку, британцы бросились в погоню. Противник был обнаружен 13 июля, был отдан приказ для общей погони, но бой 
закончился с неопределённым результатом, французы потеряли только один 74-пушечный корабль. В результате на адмирала Уильяма 
Хотэма обрушилась волна критики и, возможно, именно поэтому 1 ноября 1795 года он был смещён со своего поста.
12 марта 1801 года St George, под командованием капитана Томаса Мастермена Харди, в составе флота адмирала Хайда Паркера отплыл из Ярмута к Копенгагену. 2 апреля 1801 был при Копенгагене, когда колонна Нельсона вступила в бой с превосходящими силами датчан и вынудила их начать переговоры. Сам St George входил в резерв Паркера и потому не принимал участия в сражении.
В декабре 1805 года St George в качестве флагмана контр-адмирала Ричарда Стрэчена, вошёл в состав эскадры, которой было поручено найти эскадру контр-адмирала Вильоме, прорвавшую блокаду Бреста и устремившуюся в Вест-Индию. В поисках французов британская эскадра проследовала прямо к острову Святой Елены, а оттуда на соединение с отрядом коммодора Попхэма, чьей задачей было отобрать у голландцев Кейптаун.

## Гибель
9 ноября 1811 года St George, под командованием капитана Даниэля Оливера Гуйона, неся флаг контр-адмирал Роберта Рейнольдса, вместе с несколькими другими военными кораблями Балтийского флота и конвоем из 120 торговых судов, отплыл из Хано в Англию. 15 ноября, когда флот стоял на якоре у острова Зеландия в ожидании попутного ветра, начался сильный шторм, в результате которого около 30 судов конвоя погибло, а St George был выброшен на мель, но в итоге отделался потерей всех мачт и руля. После того как море успокоилось, эскадра и оставшаяся часть конвоя вошли в бухту Винго, где St George был оснащён временными мачтами и рулём.
17 декабря флот, состоящий из восьми линейных кораблей, нескольких фрегатов и около 100 торговых судов, отплыл из Винго; так 
как St George был сильно повреждён, 74-пушечным кораблям Cressy и Defence, капитаны Чарльз Дадли Патер и Дэвид Аткинс, было приказано держаться к нему поближе.
В течение пяти дней три корабля боролись со штормом в Северном море, пока утром 24 декабря St George и Defence не были 
выброшены на ютландский берег, в районе Рингкёбинг. Только семь человек из 738 членов экипажа St George были спасены. Среди погибших были контр-адмирал Роберт Рейнольдс и капитан Даниэль Оливер Гуйон. Из экипажа Defence уцелело лишь 12 человек. Большинство тел, которые выбросило на берег, были похоронены в прибрежных песчаных дюнах, которые с тех пор стали известны как «мертвые дюны».